# Janusz (arcybiskup gnieźnieński)
Janusz (ur. ? – zm. 26 sierpnia 1271) – duchowny katolicki, arcybiskup gnieźnieński od 1258.

## Życiorys
O jego pochodzeniu wiadomo niewiele. W latach 1232–1252 był kanclerzem arcybiskupa Pełki, a w latach 1252–1258 kanclerzem księcia łęczycko-kujawskego Kazimierza. Sprawował też funkcje dziekana kapituły gnieźnieńskiej (1242), scholastyka łęczyckiego (1250) oraz prepozyta gnieźnieńskiego (1258). Po śmierci Pełki w 1258 został obrany nowym arcybiskupem gnieźnieńskim. 28 lutego 1259 uzyskał zatwierdzenie od papieża Aleksandra IV, który 2 marca tego samego roku udzielił mu też sakry biskupiej.
Jako arcybiskup kilkakrotnie zwoływał synody prowincjonalne i kontynuował wdrażanie reform wewnątrzkościelnych. Od 1261 zwalczał ruch biczowników, na jego wezwanie władza świecka karała ich więzieniem i konfiskatą majątku. Za jego rządów doszło do kanonizacji Jadwigi Śląskiej (1266). Na płaszczyźnie politycznej współpracował z księciem wielkopolskim Bolesławem Pobożnym (m.in. popierał jego kandydata na biskupstwo poznańskie w 1266).